# Église Notre-Dame-de-l'Assomption de Fajoles
L'église Notre-Dame-de-l'Assomption est une église catholique située à Fajoles, en France.

## Localisation
L'église Notre-Dame-de-l'Assomption est située dans le département français du Lot, à Fajoles.

## Historique
Une charte de l'archevêque de Bourges, en 1143, puis une bulle de 1153-1154 citent la paroisse Notre-Dame de Fajoles comme dépendance du chapitre du monastère du Vigan. La seigneurie appartient entièrement à la famille de Thémines.
L'église doit dater de la fin du XIIe siècle, à l'initiative du chapitre du Vigan et des barons de Thémines. L'accès initial se fait par le portail placé dans le bras sud du transept qui est le plus décoré avec des chapiteaux sculptés. La chapelle de la famille de Thémines se trouvait dans le bras sud du transept.
Elle a été remaniée au début du XIIIe siècle en ajoutant un avant-corps devant le portail du croisillon sud, un portail sur la façade sud dans un avant-corps et un petit portail sur la façade occidentale pour permettre l'accès des fidèles.
Probablement au XVe siècle, La tour-clocher de la croisée du transept est agrandie au nord et au sud au-dessus des bras du transept pour y établir un refuge.
L'édifice est inscrit au titre des monuments historiques le 30 mai 1978.

## Description
L'église a un plan de croix latine avec une nef unique. 